# الغمده
الغمدة، هي تجمع سكاني تابع لقرى قبيلة بني ظبيان بسراة غامد في منطقة الباحة، تقع جنوب غرب الظفير بمسافة 2 كيلومتر، وتحدها جبال بريدة من الشمال.